# Бунт самураев
Бунт самураев (другое название — Восставший) (яп. 上意討ち 拝領妻始末) — японский художественный фильм режиссёра Масаки Кобаяси, вышедший в 1967 году.
«Бунт самураев», по мнению кинокритиков, стал Magnum opus Масаки Кобаяси и одним из лучших фильмов, снятых в XX веке.

## Сюжет
В центре фильма — человек в эпоху феодализма. История самураев — отца и сына, которые, совершают необыкновенные вещи, отказываются подчиниться воле сёгуна или совершить почетное самоубийство — харакири, оба принимают решение взбунтоваться против воли предводителя клана и бороться за свою честь, поднимают против него меч и вступают в неравную борьбу с ним.

## В ролях
- Тосиро Мифунэ — Исабуро Сасахара
- Ёко Цукаса — Ити Сасахара
- Го Като — Ёгоро Сасахара
- Тацуёси Эхара — Бундзо Сасахара
- Эцуко Итихара— Кику
- Исао Ямагата — Сёбэй Цутия
- Тацуя Накадаи— Татеваки Асано
- Сигэру Кояма — Гэки Такахаси
- Митико Оцука — Суга Сасахара
- Тацуо Мацумура — Масаката Мацудайра

## Награды
- В 1968 году фильм возглавлял список лучших десяти фильмов мира.
- Премия Британского киноинститута в категории «Лучший зарубежный фильм 1968 года».